# Єсипенко Андрій Євгенович
Андрій Євгенович Єсипенко (нар. 22 березня 2002, Новочеркаськ, Ростовська область, Росія) — російський шахіст, гросмейстер (2018).

## Біографія
Народився 22 березня 2002 року в Новочеркаську Ростовської області. Грати в шахи у віці 5 років його навчив батько, в 7 — Андрій уже його перемагав, в першому класі вперше взяв участь у шаховому турнірі, обігравши багатьох старшокласників. Молодий шахіст зробив перші шахові кроки в ДЮСШ Ростова-на-Дону (тренери Н. Петрушина, Е. Хлиян), а в рідному місті його опікав майстер Олексій Корнюков.
Переломним для Андрія став 2012 рік, коли Андрій почав займатися з гросмейстером Дмитром Кряквіним, — Єсипенко став призером першості Росії, після чого виграв першість Європи у своїй віковій групі з результатом 8,5 з 9. Андрій домагався успіхів у дорослих змаганнях, виграв Спартакіаду учнів Півдня Росії, борючись з 17-річними учасниками. Пізніше на Наглядовій раді РШФ вибухнула битва з приводу допуску Єсипенка у фінал, бо виявилося, що, згідно з положенням Мінспорту, він занадто юний для участі в змаганні.
Андрій Єсипенко неодноразово перемагав у першості Росії, ставав призером першостей Європи, світу та Всесвітньої Олімпіади до 16. В турнірі пам'яті А.-Х. Кадирова він виграв квадроцикл, обігравши у фінальному випробуванні Нону Гапріндашвілі.
Андрій зробив вражаючий стрибок: нарешті виграв в один рік першості Європи та світу (до цього Єсипенко кілька разів ділив 1 місце, але підводили додаткові показники), став гросмейстером, його рейтинг пустився вгору до позначки 2600. На чемпіонаті світу з рапіду 2017 року Андрій Єсипенко виграв партію з каскадом жертв у Сергія Карякіна.
У складі юнацької збірної світу Андрій перемагав збірну США. Він є одним з авторів історичної перемоги «Принців» над «Королями» в матч-турнірі поколінь «Лускунчик». Єсипенко дебютував за збірну Росії на матчі з Китаєм в 2018 році. В чемпіонатах Росії з бліцу і рапіду (2018) Андрій фінішував відразу услід за призерами.
На чемпіонаті Європи з рапіду (2018) Андрій розділив перемогу з Валерієм Поповим, але залишився другим за додатковими показниками, при цьому завоювавши звання гросмейстера Росії. Андрій Єсипенко — призер побічного турніру Tata Steel 2019 року, вище виявився лише переможець турніру Владислав Ковальов.
2019 рік приніс шахістові нову серію успіхів. Андрій Єсипенко відібрали з чемпіонату Європи на Кубок світу, де пройшов Руслана Пономарьова, а потім поступився Петру Свідлеру. Андрій відмінно зіграв у черговому матчі Росія — Китай та «Лускунчику», розділив перемогу в Гібралтарі (2020), але програв на тай-брейку Давиду Паравяну. Рейтинг Єсипенка наближається до позначки 2700.
24 січня 2021 року Андрій Єсипенко завдав поразки чинному чемпіону світу Магнусу Карлсену на турнірі в Вейк-ан-Зеє і увійшов у символічний клуб Михайла Чигоріна.
На початку березня 2022 року засудив російське вторгнення в Україну, підписавши відкритий лист 44 шахістів до Володимира Путіна.

## Шахова кар'єра
У 2014 році з результатом 8 з 9 зайняв 1 місце в Чемпіонаті Росії з шахів серед юнаків та дівчат віком від 10 до 18 років у групі «Юнаки до 13 років», отримавши путівку на чемпіонат світу в ПАР. У віці 12 років його рейтинг становив 2316 пунктів ЕЛО, що перевищувало рейтинг Магнуса Карлсена в тому ж віці.
У 2016 році виграв першість Європи, і взяв срібло на чемпіонаті світу з шахів серед юнаків до 14 років. У 2017 році з результатом 8,5 з 11 виграв юнацький чемпіонат світу з шахів до 16 років.
У 2017 році взяв участь у «Матчі тисячоліття» в Сент-Луїсі в складі «збірної світу», яка грала проти збірної США (до 17 років).
5 листопада 2017 року Єсипенко виконав третій бал міжнародного гросмейстера.
У серпні 2020 року Єсипенко завоював золото онлайн-олімпіади ФІДЕ у складі збірної Росії з шахів.
В активі Андрія перемоги (в рапіді і бліці) над Карякіним, Грищуком, Іванчуком, Мамедовим, Рублевським, Сюгіровим.
Тренер — Юрій Дохоян. Представляє Федерацію шахів Ростовської області [Архівовано 9 лютого 2021 у Wayback Machine.]. Менеджер — Грівцов Андрій.

## Зміни рейтингу
| На цьому місці має відображатися графік чи діаграма, однак з технічних причин його відображення наразі вимкнено. Будь ласка, не видаляйте код, який викликає це повідомлення. Розробники вже працюють для того, щоби відновити штатне функціонування цього графіка або діаграми. | |
| | На цьому місці має відображатися графік чи діаграма, однак з технічних причин його відображення наразі вимкнено. Будь ласка, не видаляйте код, який викликає це повідомлення. Розробники вже працюють для того, щоби відновити штатне функціонування цього графіка або діаграми. |